# Kungslena kungsgård
Kungslena kungsgård eller Bosgården, i Kungslena i Kungslena socken och Tidaholms kommun, har mellan åren 1691-1876 tjänat som översteboställe för Skaraborgs regemente. Huvudbyggnaden som uppfördes i två etapper, 1731-1732 och 1766, är till stora delar uppförd av byggnadsstenar från det närbelägna Lenaborg.